# Grupo Marsans
El Grupo Marsans fue una empresa multinacional española del sector turístico. 

## Historia
Operaba en el sector turístico, agencias de viajes, líneas aéreas, etc. Tenía presencia propia en España, Francia, Italia, Brasil, México, Venezuela, Argentina y Portugal[cita requerida]. El grupo se vio envuelto en una serie de problemas económicos como consecuencia de los cuales desapareció su empresa Air Comet y se sometieron al concurso de acreedores sus empresas Marsans, Crisol, Tiempo Libre y Rural Tours. Dichas empresas desaparecieron en el año 2010 por quiebra y se aplicaron los ERES.

### Crisis de 2010
En la década de los 2000, el Grupo Marsans había adquirido una abultada deuda con el sector bancario conformada en su mayoría por los créditos concedidos por Caja Madrid y Caja de Ahorros del Mediterráneo (CAM), que superaban en ambos casos los cien millones de euros.
A partir de la caída de Air Comet, el grupo se ha visto envuelto en una serie de problemas económicos que en abril de 2010 lo tienen próximo a la situación de suspensión de pagos.
Finalmente el grupo fue vendido al empresario experto en quiebras Ángel de Cabo. Después de la supuesta venta han entrado en concurso de acreedores necesario una empresa tras otra: Marsans el 25 de junio, Crisol el 15 de julio, Tiempo Libre 27 de julio y Rural Tours el 29 de julio.
Gerardo Díaz Ferrán al no poder hacer frente a los gastos, el 29 de noviembre de 2010 el juez dicta la quiebra personal. al igual que se hiciera con Gonzalo Pascual días después.

### Ingreso en prisión 2012
El 3 de diciembre de 2012 Díaz Ferrán es detenido y acusado de alzamiento de bienes y blanqueo de dinero. Permanece en prisión preventiva desde el 5 de diciembre de 2012 por la causa en la que se investiga el vaciamiento patrimonial del grupo Marsans.
Díaz Ferrán fue declarado culpable el mes de junio de 2013 por el Juzgado de lo Mercantil número 12 de Madrid por el concurso de Viajes Grupo Marsans.

## Organización

### Viajes Marsans S.A.

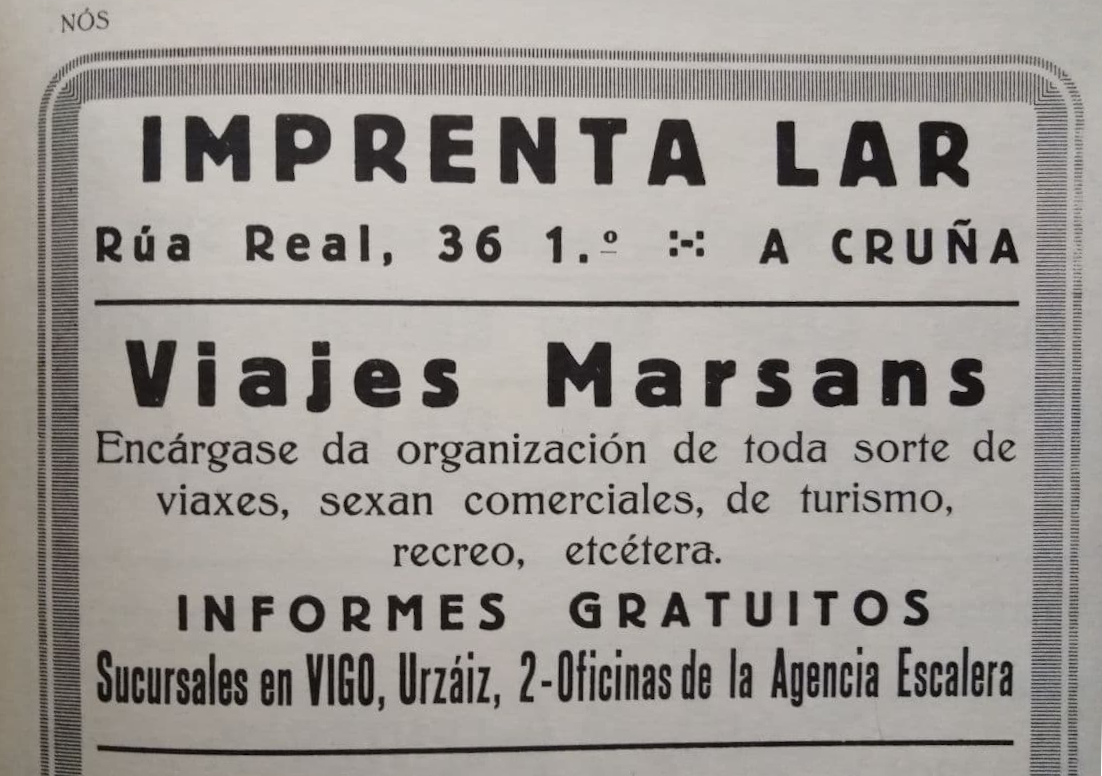
Publicidad de Viajes Marsans en 1925.

Viajes Marsans S.A. Fue una empresa creada en 1910; fue la primera agencia de viajes española.  También trabaja en el área del business travel, disponiendo de departamentos especializados en áreas tales como incentivos, grupos, eventos, congresos y convenciones, turismo religioso, caza y pesca, etc., así como de un área mayorista que crea productos bajo la marca "Horizontes", para su venta exclusiva en la red de agencias de viaje (puntos de venta). La empresa vendía planes de paquetes vacacionales para los empleados de dichas empresas. 
El 3 de diciembre de 2012 su director Díaz Ferrán es detenido en España y acusado de alzamiento de bienes y blanqueo de dinero. Permanece en prisión preventiva desde el 5 de diciembre de 2012 por la causa en la que se investiga el vaciamiento patrimonial del grupo Marsans.
El 21 de diciembre de 2009 cesó sus operaciones por orden de un tribunal británico por desfalco lavado de dinero y narcotráfico. El  el Ministerio de Fomento de España le retiró la licencia de operaciones, a la vez que se anunció la presentación de un concurso de acreedores y el despido de toda su plantilla laboral.
Viajes Marsans tras varios procesos judiciales despide de manera unilateral a la totalidad de su plantilla del orden de 1500 empleados el día 31 de julio de 2010, y desde el 25 de junio de 2010 está en concurso de acreedores.
La juez ha declarado culpable el mes de junio de 2013 por el Juzgado de lo Mercantil número 12 de Madrid el concurso de Viajes Marsans

### VIE Viajes S.A.
VIE Viajes, S.A.: fue una empresa que desarrolla su actividad en España, dedicada básicamente al área del viaje empresarial, si bien cuenta con oficinas abiertas al público para la venta de turismo vacacional y con un número importante de "implants", entre los que se encuentran algunas de las principales empresas y organismos públicos y privados de Marsans S.A.
Posteriormente, el Grupo Marsans, ya en bancarrota, fue vendido a un grupo especulador, Posibilitum, especializado en comprar empresas en quiebra para desmantelarlas y obtener beneficios de la venta posterior de sus despojos más rentables.
En junio de 2010, la juez española Ana María Gallego declaró el concurso voluntario de acreedores de Viajes Marsans.
En 1998, el Grupo procedió a una reestructuración de Viajes Marsans S.A. y VIE Viajes, de forma que la actividad vacacional se ha concentrado casi en su totalidad en Viajes Marsans S.A. pasando a esta empresa un número importante de oficinas de venta al público hasta ese momento dependientes de VIE Viajes. De esta forma VIE Viajes opera como una red prácticamente especializada en el viaje empresarial en tanto que Viajes Marsans, S.A., sin perder la actividad de estas características que venía desarrollando, ha aumentado su especialización en el campo vacacional, incentivos, congresos, turismo especializado, etc.

### Trapsatur S.A.
Trapsatur S.A. es una empresa mayorista de turismo "outgoing" controlada al 100% por el Grupo y con una plantilla de 50 empleados.
La principal actividad de Trapsatur es la programación regular de circuitos por España y Europa Occidental, en general combinados con programación aeroterrestre y vuelos regulares, básicamente a América, Oriente y destinos del Oriente Medio (Israel, Turquía, Egipto y Grecia) en este caso combinada normalmente con los circuitos terrestres por Europa. Trapsatur cuenta igualmente con una amplia experiencia como operador receptivo de individuales y grupos tanto en circuitos como FIT procedentes del mercado latinoamericano, estadounidense y canadiense, desplazándose tanto por España como por el resto de Europa Occidental.

### Tiempo Libre - Mundicolor
Tiempo Libre - Mundicolor: fue una empresa mayorista dedicada al turismo vacacional sobre todo aeroterrestre, en vuelos regulares y muy especializada en operar con Iberia como compañía aérea, tanto en vuelos de cabotaje como internacionales. Paralelamente realiza una importante actividad en el campo receptivo tanto para turismo español como de otros países, y se especializa en tráfico individual y de grupos.

### Hotetur S.A
Hotetur S.A. compañía hotelera participada al 100% por el grupo Marsans, que explota establecimientos hoteleros en Baleares, Canarias, Cuba, República Dominicana y México. Las dos marcas de la compañía son la propia Hotetur de 3 y 4 estrellas y BlueBay Hotels & Resorts, marca de establecimientos 4 y 5 estrellas.
Desde 2005 pertenece al 100% a Marsans y en 2006 lanzó la nueva marca BlueBay. Actualmente[¿cuándo?] cuenta con 5 establecimientos.

### TRAPSA
TRAPSA.- es una empresa dedicada al transporte turístico en autobús constituida en 1969, que pertenece al Grupo en su totalidad. Su actividad básica es la realización de circuitos turísticos, fundamentalmente para las empresas mayoristas del Grupo especializadas en ese segmento Trapsatur y Pullmantur así como la realización de servicios tanto para empresas externas al Grupo como de éste y en servicios domésticos o internacionales por Europa y Marruecos.
En su área de actividad es una de las mayores empresas del sector en España al tiempo que es igualmente titular de concesiones de servicios regulares de transporte de pasajeros en áreas suburbanas y urbanas, fundamentalmente en el entorno de Madrid.

### Travel Bus S.A.
Travel Bus S.A..- Es una empresa con actividad similar a la de TRAPSA antes citada, fundada en 1979 y propiedad del Grupo en su totalidad. Su actividad básica se centra en el transporte turístico tanto en programación regular de circuitos como en servicios a la demanda territorialmente centrados en España y por Europa Occidental y Marruecos.

### Marsans Internacional
Marsans Internacional.- fue una financiera de Empresas que engloba las actividades turísticas que se realizan fuera de España. El área internacional está constituida por un conjunto de filiales que realizan su actividad en los siguientes países: Francia (mayorismo y minorismo), Italia (turismo receptivo) México, República Dominicana, Venezuela, Brasil y Argentina en los que realiza directamente actividades mayoristas de salidas y llegadas, contando con agentes generales en Colombia, Perú, Bolivia, Uruguay y Chile. En 2009 quebró Marsans Francia y en diciembre del mismo año Marsans Argentina.

### Star Turismo
Star Turismo.- Fue una filial de Viajes Marsans S.A. creada en 1997 al 50% con el primer grupo empresarial portugués, SONAE, en la que el Grupo ha concentrado su actividad turística en Portugal. Dedicada a la venta minorista de turismo vacacional a través de una red de 25 oficinas que se sitúa en diversas ciudades de Portugal (Lisboa, Oporto, Setúbal, Coímbra, etc.), ha basado gran parte de su programación en los mismos destinos chárter que Horizontes, la marca mayorista de Marsans España, si bien cuenta con salidas específicas desde las principales ciudades de Portugal como Lisboa y Oporto.

### Trapsa Yates
Trapsa Yates.- Creada el 23 de mayo de 1991 fue la empresa náutica de Gerardo Díaz Ferrán una empresa dedicada al transporte marítimo y por vías navegables interiores. También fue titular de la marca registrada MARINA MAHON.

## Antiguas empresas del grupo

### Air Comet
Air Comet S.A. Era una compañía chárter creada en diciembre de 1996 en la que el Grupo controlaba el 100% del capital. Cubría el área chárter del negocio del transporte aéreo trabajando tanto para empresas del Grupo como ajenas, ante la cada vez mayor especialización de Spanair hacia el campo del transporte aéreo regular.
El 21 de diciembre de 2009 cesó sus operaciones por orden de un tribunal británico.

### Aerolíneas Argentinas
Aerolíneas Argentinas fue gestionada durante un período por el grupo Marsans. El gobierno español intentó vender sus acciones a American Airlines, la cual estuvo a cargo de las operaciones durante el periodo de nueve meses y finalmente desestimó la oferta.
En junio de 2001, se suspendieron los vuelos a siete destinos internacionales y la aerolínea entró en convocatoria de acreedores. En octubre del mismo año, el control de Aerolíneas Argentinas y Austral Líneas Aéreas fue cedido a Air Comet, un consorcio formado por las aerolíneas privadas españolas Spanair y Air Comet junto con el operador de turismo Viajes Marsans, que adquirió el 92,1% de las acciones.
Luego de estar al borde del cierre durante casi todo 2001, se combinó con los efectos adversos sobre la industria de los atentados del 11 de septiembre de 2001en Nueva York y la crisis económica argentina. Aerolíneas se vio forzada a clausurar sus servicios internacionales por unos pocos días a principios de 2002. Sin embargo, recibió una inyección de capital (US$ 50 millones del Grupo Marsans) y pudo retomar la prestación de los servicios casi inmediatamente. En 2002 la empresa salió de la convocatoria de acreedores luego de que un juez de Buenos Aires aceptara la reestructuración de su deuda.
El 17 de julio de 2008, en un acto en el que la presidenta Cristina Fernández inauguró obras realizadas en el Aeropuerto Internacional de Resistencia, la mandataria anunció que el Estado inició un proyecto de ley para que Aerolíneas Argentinas, Austral Líneas Aéreas y las demás empresas del grupo volvieran a ser empresas públicas.
el Grupo Marsans adeudaba 890 millones de dólares al gobierno argentino. En 2009 Aerolíneas volvió a manos nacionales.
Actualmente todo el capital de Aerolíneas Argentinas, su filial Austral Líneas Aéreas y el resto de empresas del grupo son parte del Estado Argentino. En julio de 2012 se hizo pública una investigación sobre el desvío de 4,9 millones de euros a Suiza y blanqueo de dinero y de intentar escapar al embargo económico que sufre por 417 millones, que le reclaman varios acreedores entre ellos acreedores de Aerolíneas.
Tras una condena los dueños de Marsans fueron arrestados por vaciamiento de la empresa..
En 2014, la titular Angelina Abbona presentó junto a su equipo jurídico una demanda ante el CiAdi por parte del Estado argentino contra el grupo Marsans por 257 millones de dólares

### Pullmantur (actual Wamos Air)
Pullmantur S.A. actualmente  Wamos Air S.A es un operador mayorista especializado en "outgoing" con programación aeroterrestre, tanto en vuelos regulares como chárter además de circuitos terrestres por Marruecos, Portugal y España además del resto de Europa Occidental. [cita requerida]Su programación chárter se centra en el área de Caribe y Nueva York además de diferentes países del Mediterráneo (Grecia, Turquía, Túnez, etc.) cubriendo con programación en vuelos regulares diferentes áreas de Europa, África del Norte, Oriente Medio y Extremo Oriente.[cita requerida]
En el año 2000 comenzó el desarrollo de la operación de Cruceros por el Mediterráneo para el turismo español y latinoamericano, bajo el nombre de Pullmantur Cruises.
En 2007, el Grupo Marsans vendió el 100% de Pullmantur al grupo estadounidense Royal Caribbean. Wamos Air se separó de Pullmantur en 2014 y opera actualmente. Pullmantur Cruises fue descontinuado por Royal Caribbean en 2020.

### Seguros Mercurio
Fue una compañía de seguros. Fue cerrada por irregularidades por la Dirección General de Seguros y Fondos de Pensiones, órgano dependiente del Ministerio de Economía de España en marzo de 2010. En marzo de 2012 Díaz Ferrán en medio de juicio por desfalco y lavado de dinero; se reconoce responsable ante el juez de la quiebra de Seguros Mercurio, siendo condenado a pagar parte de las cantidades obtenidas de forma indebida, así como inhabilitaciones para ejercer cargos empresariales según contempla la Ley Concusal.